# Les Petits Débrouillards
Les Petits Débrouillards sont un mouvement associatif d'éducation populaire à la culture scientifique et technique. Ils existent dans de nombreux pays à travers le monde. Ils ont été créés pour la première fois au Canada. Ce mouvement regroupe de nombreuses structures, la plupart associatives, dont le but commun est d'éveiller l'esprit critique et de faire partager la curiosité scientifique au plus grand nombre.
Ces associations s'adressent à tous les publics (adultes, adolescents et enfants). Historiquement, elles s'adressaient aux enfants de 6  à   12 ans en leur proposant de réaliser des expériences ludiques, façon science amusante. Aujourd'hui, elles abordent toutes les disciplines scientifiques en mettant la pédagogie active et la démarche scientifique au centre des méthodes de médiation. Ces associations accompagnent les acteurs éducatifs et de la recherche dans la diffusion des sciences, produisent des contenus pédagogiques adaptés à de nombreux publics, conçoivent et diffusent des malles pédagogiques thématiques, des expositions interactives, des ouvrages, des CD-ROM, etc. Elles participent activement à la formation professionnelle continue des acteurs du monde éducatif et de la recherche en proposant une expertise didactique sur l'animation et la médiation scientifique et les outils pédagogiques.

## Histoire
L'idée initiale de ce concept revient à un professionnel de la presse, Félix Maltais, qui, en 1978, était devenu le premier directeur d'une toute nouvelle agence de presse à Montréal, nommée Agence Science-Presse.
Cette agence éditait et publiait un petit bulletin de quatre pages destiné aux journaux locaux et régionaux. Ces journaux étaient très lus sur le territoire du Québec car ils étaient riches en informations locales, mais ne traitaient pratiquement pas de science. L'Association des communicateurs scientifiques, (ACS) ayant pour mission la vulgarisation scientifique, avait fait le pari d'intéresser les lecteurs en offrant aux journaux ce nouveau service : un bulletin, chaque semaine, offrant des articles journalistiques, des nouvelles et des chroniques sur tous les aspects de la science : la recherche, les applications dans la vie de tous les jours, la santé…
Cette expérience vit donc le jour à lʼautomne 1978. Félix Maltais, qui était à cette époque l'homme à tout faire de ce bulletin intitulé Hebdo science (éditeur, rédacteur, journaliste, critique…), eut l'idée de faire une enquête auprès des rédactions qui avaient accepté de s'abonner à cet Hebdo science, leur demandant notamment quelles étaient les attentes de leurs lecteurs. C'est ainsi que quelques-uns lui suggèrent de rédiger des articles scientifiques pour les enfants.
Poursuivant sa démarche, il prend contact avec l'Ontario Science Centre de Toronto et apprend que depuis environ trois ans ce musée des sciences publie dans le quotidien Toronto Star une chronique hebdomadaire, dans laquelle est décrite une manipulation très simple et réalisable à la maison. Cette chronique était signée par un Professeur Oscar (abréviation formée à partir du terme Ontario Science Centre) qui bien vite, grâce à Félix Maltais, travaillera en étroite relation avec le Professeur Scientifix, un mystérieux chercheur véritable auteur des futures chroniques Petits Débrouillards (en fait, c'est le pseudonyme de Félix Maltais lorsqu'il écrit des chroniques).
Enfin, quelques mois auparavant, un journaliste avait rédigé un article sur le gagnant de l'Exposcience pan-québécoise et l'avait intitulé Un Jeune Débrouillard…. Ce terme fut retenu comme titre de la nouvelle chronique d'Hebdo science.
C'est ainsi que naquit à l'automne 1979 la chronique hebdomadaire Le Petit Débrouillard sous la signature du Professeur Scientifix. Devant le succès de cette rubrique, il est décidé, en septembre 1980, d'éditer un livre reprenant les articles déjà parus. L'illustration en fut confiée à Jacques Goldstyn qui créa les cinq premiers personnages du livre intitulé Le Petit Débrouillard. Ce premier livre de couleur bleue parut en mars 1981, grâce à Jean-Marc Gagnon, directeur éditorial aux Presses de l'Université du Québec. Le succès est immédiat et inattendu (les 5 000 exemplaires sont épuisés en cinq mois).
Fort de ce succès, Félix prend alors contact avec le CDLS (Conseil du Développement du Loisir Scientifique) et de cette rencontre naît le tout premier Club des Petits Débrouillards :
- le CDLS s'occuperait des démonstrations sur le terrain ;
- l'Agence Science-Presse s'occuperait de la vulgarisation pour les médias (livres, magazines, chroniques, émissions radios, émissions télévisées…).

À cette époque, le CDLS n'intervenait qu'au niveau des jeunes du secondaire (de 13 ans et plus) mais pas au niveau des jeunes du primaire qui étaient la chasse gardée des Cercles des jeunes naturalistes (CJN) initiés, quelques dizaines dʼannées auparavant, par un ecclésiastique féru de botanique (frère Marie-Victorin très connu au Québec) et animés par des curés bénévoles. Ceux-ci avaient leur propre magazine intitulé Le naturaliste, depuis environ 1963. Ces activités tombant un peu en désuétude, Félix Maltais propose, à l'automne 1981, une collaboration plus axée sur la physique, la chimie et surtout les expériences.
Pour La Semaine des sciences au Québec, édition 1980, Hebdo Science traduit une collection d'expériences venant de l'Ontario Science Centre et le publie sous forme de cahier d'activités du nom de La science c'est pour tout l'monde ! (couverture blanche+verte). Celui-ci est illustré par Jacques Goldstyn et contient quelques personnages anonymes qui n'interagissent pas entre eux, mais dont certains ressemblent aux personnages subséquents. Il fut réédité en 1982 (à ne pas confondre avec le volume 1982 ci-bas).
Ensuite sont parus les livres « Le petit débrouillard » (1981), « 66 expériences du professeur Scientifix » (1982), « Jardinez avec le professeur Scientifix » (1982), chez Québec Science Éditeur. Puis à partir de ces livres (et de quelques autres), on forma la compilation La Science, c'est pour tout le monde 1982 (couverture bleue+grise) qui, contrairement à l'autre du même nom, est écrit par des Québécois directement en français, et avec des personnages plus similaires à ceux du magazine qui est démarré en même temps.
En janvier 1982 paraît le no 1 du nouveau magazine Je me petit-débrouille (alias JMPD) et son club, Le club des petits débrouillards, est créé à environ la même époque. C'est dans les premières années du magazine que Beppo la grenouille, mascotte de l'association, voit le jour. On rajoute aussi trois personnages enfants supplémentaires pour un total de huit enfants (Simon, Robert, Catherine, Caroline, Kim, Mathieu, Van, Nadia). Les neuf personnages (et parfois un dixième, Scientifix, dont on ne voit jamais le visage) interagissent ensemble pour agrémenter les textes, mais aussi sous forme de bandes dessinées.
Cette revue acquiert très rapidement ses lettres de noblesse. Les publications se diversifient avec l'apparition des livres thématiques tels Les voyages fantastiques de Globulo, l'Animalerie…, en plus des expériences scientifiques qui sont le fondement même de cette association. Il y a réédition de certains livres. Les petits débrouillards se font également connaître par les articles, toujours publiés dans les petits journaux régionaux, mais aussi dans des grands quotidiens comme La Presse ou Le Journal de Montréal. Le magazine change de nom en 1990, pour s'appeler plus simplement Les Débrouillards, et une émission de télé du même nom est lancée en 1989 à la SRC, mettant en vedette Marie-Soleil Tougas, Grégory Charles, Sébastien Tougas et Johanne McKay.
En 1992, Le groupe Bayard, implanté au Canada et qui cherche à compléter sa gamme de produits pour enfants (J'aime lire, Pomme d'Api) prend contact avec l'Agence Science-Presse pour créer une société indépendante (Publications BLD).
Le mouvement poursuit ensuite son élan, et crée même un nouveau magazine au tournant du siècle, pour les 6–9 ans cette fois : Les Explorateurs. Ainsi que, plus récemment, des numéros hors série et des suppléments sur les sports et les arts.
C'est en 1985 que le club est lancé en France par Pascal Desjours ,. Il a depuis essaimé dans de nombreux pays : Tunisie, Algérie, Maroc, Liban, République tchèque, République slovaque, Belgique, Allemagne, Russie, Mexique et Chili.
En 2014, BLD lance un troisième magazine au Québec, Curium', visant une tranche d'âge immédiatement au-dessus de celle des Débrouillards.
Le 12 décembre 2014, le gouvernement du Québec annonce une coupure de 175 000 $/année de subvention à BLD.

## Projet
- Permettre l'accès à tous à la culture scientifique.
- Favoriser le développement de la curiosité, de l'esprit critique et de la démarche expérimentale et scientifique.
- L'association des Petits Débrouillards s'adresse à tous les publics, adultes et enfants.
- Par des ouvrages, des CD-ROM, des activités de loisirs ou des animations en association avec le milieu scolaire, les Petits Débrouillards proposent aux enfants une science amusante, le plaisir de la découverte et de la compréhension des phénomènes naturels.
- Elle s'adresse aux adultes sous la forme de cafés des sciences, d'expositions, d'ateliers d'exploration de controverses scientifiques et de formations.

### Démarche pédagogique
La démarche pédagogique des Petits Débrouillards se veut expérimentale.

### Types d'action
Cette section ne s'appuie pas, ou pas assez, sur des sources secondaires ou tertiaires indépendantes du sujet. Le texte peut contenir des analyses inexactes ou inédites de sources primaires.
Pour l'améliorer, ajoutez-en, ou placez des modèles {{Source secondaire souhaitée}} ou {{Source secondaire nécessaire}} sur les passages mal sourcés. (avril 2024)
Les Petits Débrouillards choisissent différents modes d'actions pour permettre à des personnes d'avoir accès à la culture scientifique et la formation de l'esprit critique :
- animation d'ateliers (scolaire, loisirs, manifestations grand public…) pour les enfants ;
- formation de nombreuses personnes (animateurs, scientifiques, professeurs, éducateurs, parents et tous ceux que la démarche expérimentale intéresse) ;
- élaboration et conception d'outils pédagogiques (expositions, malles pédagogiques, fiches d'expérience, maquette…) ;
- organisation et animation de cafés des sciences ;
- séminaires d'exploration de controverse] ;
- festival des explorateurs ;
- réalisation de sites web  ;
- édition de livres (encyclopédie pratique des petits Débrouillards chez Albin Michel, 'l'autre est une chance'[7][source insuffisante] de l'université populaire des Grands Voisins) ;
- émissions de télévision (au Québec : les débrouillards, en France : dans la défunte émission Archimède sur Arte) ;
- Concours (Rafan chez les Petits Débrouillards tchèques).

L'association possède 12 camions laboratoires circulent dans l'Hexagone pour donner le goût des sciences aux enfants comme aux grands. Les enfants et leur famille montent à leur bord et participent aux animations : des enquêtes et des expérimentations pour apprendre à connaître leur planète et le monde scientifique qui les entourent.

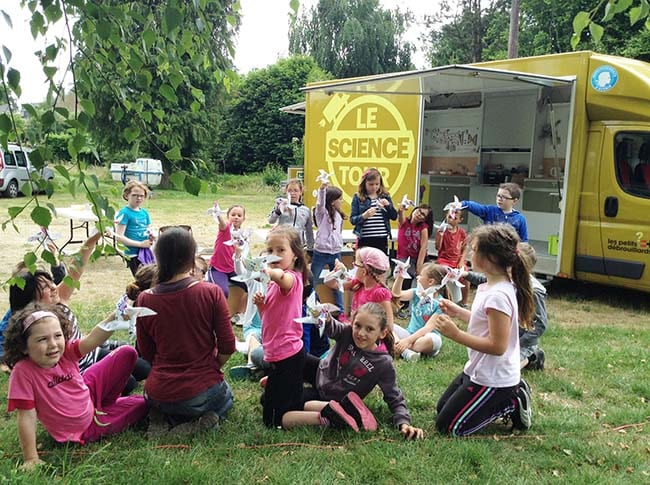
Le science tour en action.
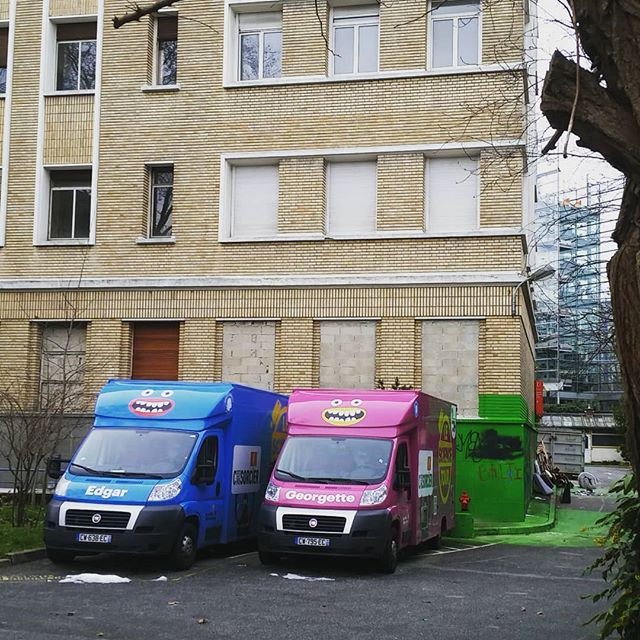
Camions-labos aux Grands Voisins devant le bâtiment Lelong.
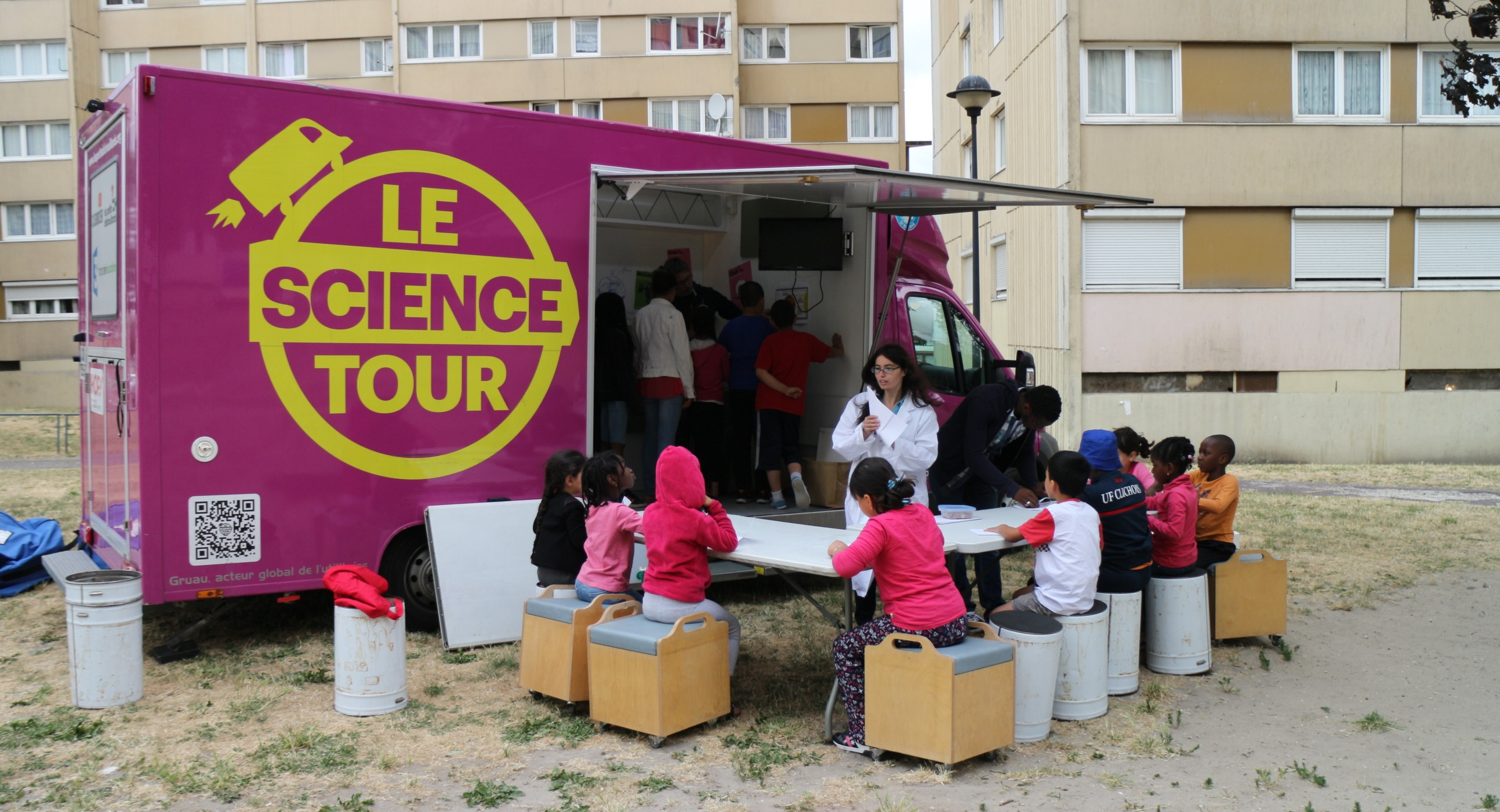
Le science tour à Clichy sous Bois.

Entre 2016 et 2020, sur le tiers-lieu des Grands Voisins à Paris, les Petits Débrouillards dirigent avec l'artiste Frédéric Ghiglione l'université populaire libre et solidaire des Grands Voisins.

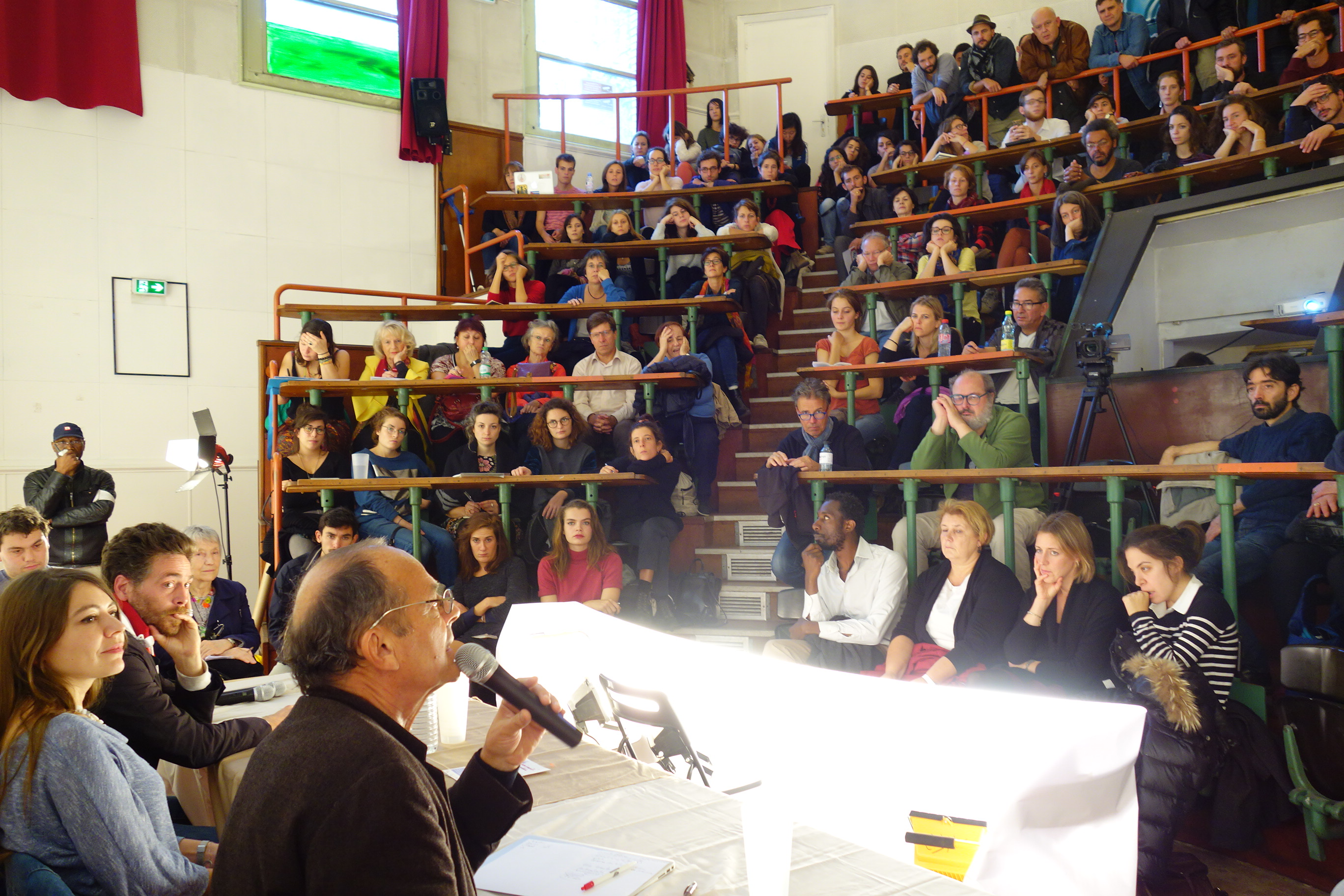
Séance avec Bernard Stiegler.
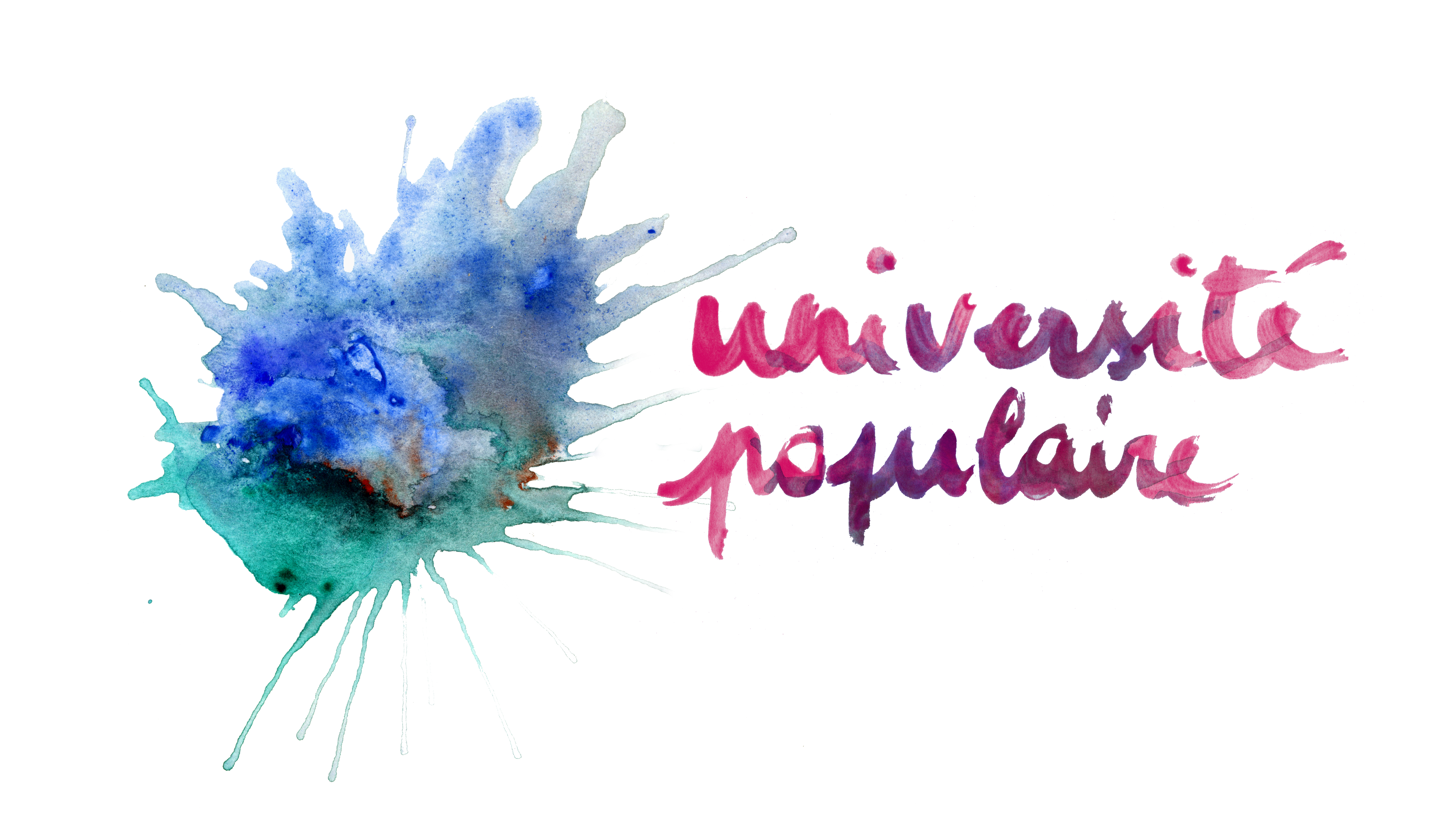
Logo de l'Université populaire.

En 2018, les Petits Débrouillards ont ainsi rendu possible l'école des Petits Voisins, un dispositif éducatif d'urgence pour douze enfants non scolarisés hébergés en urgence dans l'un des centres de l'ancien site de l'hôpital Saint-Vincent-de-Paul. L'école s'est terminée après 300 heures de cours car les enfants ont été scolarisés.

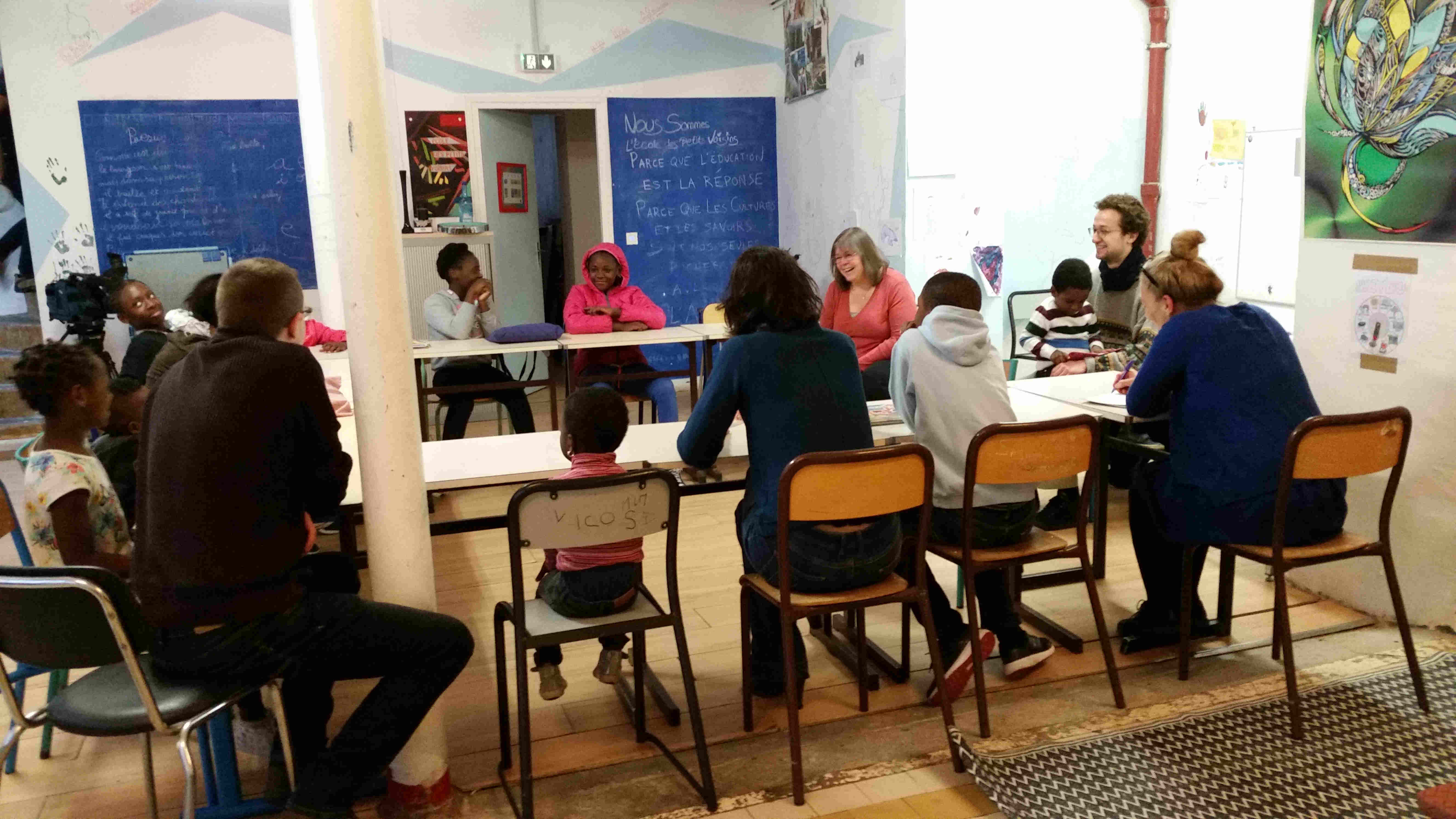
Atelier de Français.
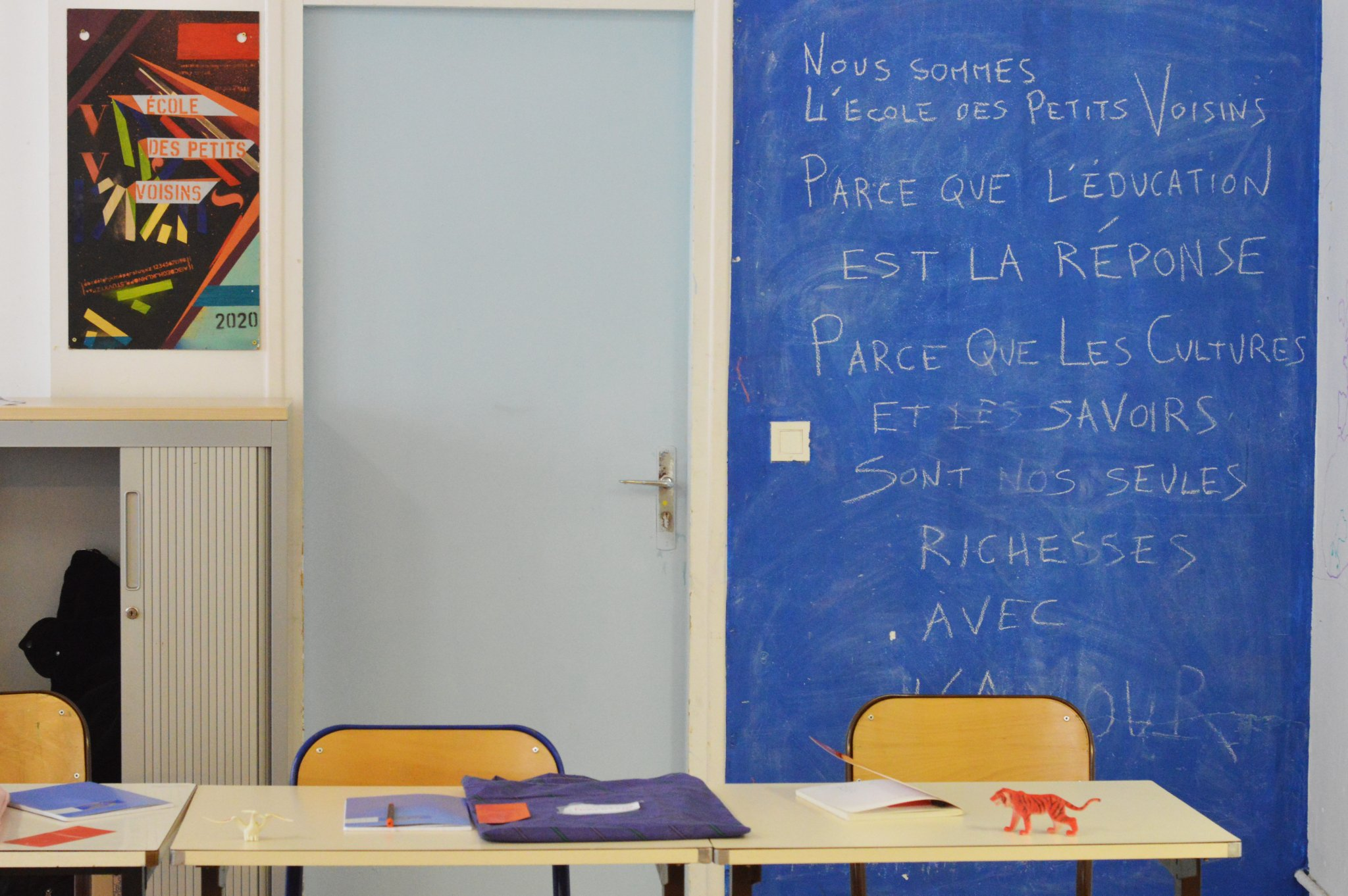
Salle de classe de l'école des Petits Voisins.
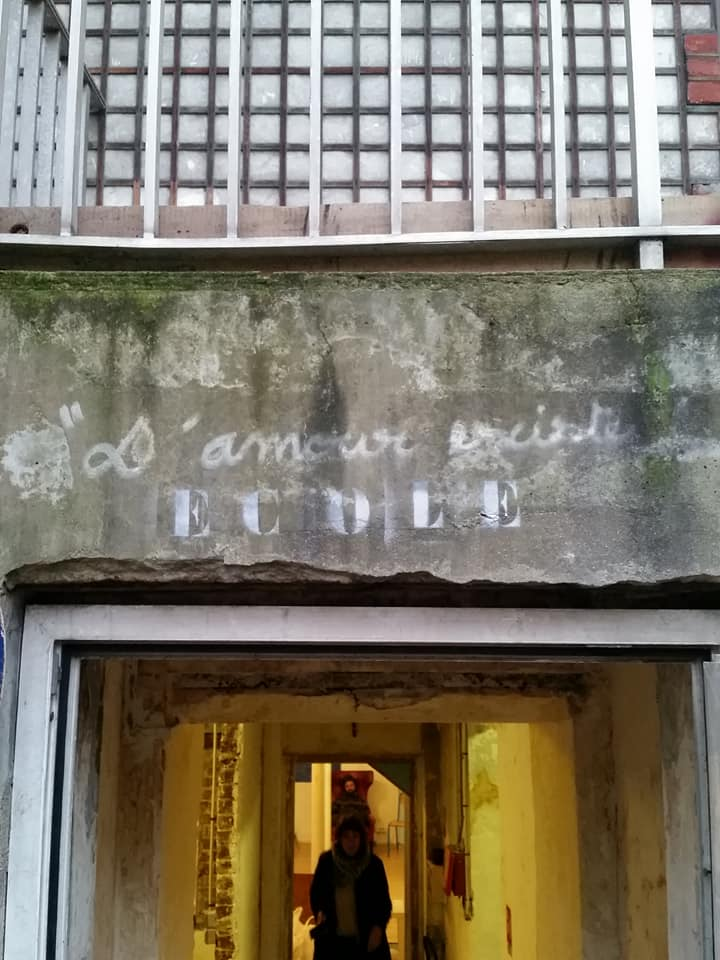
Façade de "l'école".

De 2021 à 2023, les Petits Débrouillards organisent la Tournée des Tiers-Lieux avec la Convention citoyenne pour le climat. Une biennale au familistère de Guise est mise en place pour valoriser les initiatives citoyennes écologiques et sociales. Le livre Faire Autrement retranscrit ce projet.

## Associations nationales

### Algérie
Présidée par Prof. Noureddine BENFARHI, l'association des Petits Débrouillards Algériens (APDA Batna) a été fondée en 1995. Elle a organisé et a participé à de nombreuses Expo-Sciences nationales et internationales (Koweït ESI-1995, Portugal ESI-1998, Mexique ESI-1999, Algérie Expo-Med 2000, France ESI-2001 et Belgique ESI-2015 et de nombreuses autres).

### Belgique
Le Club des Petits Débrouillards a été fondé en 1996. (numéro d'identification au Moniteur belge 24871/96 du 14/11/96 sous le numéro 458972821)

#### Historique
Le Club des Petits Débrouillards a été fondé en 1996 (numéro d’identification au Moniteur belge : 24871/96 du 14 novembre 1996, sous le numéro 458972821). Il fait partie du réseau international des Petits Débrouillards, un mouvement éducatif présent depuis une trentaine d’années dans différents pays. Le réseau est actuellement représenté dans 47 pays à travers le monde.

#### Statut et affiliations
En Belgique, le Club des Petits Débrouillards est agréé par l’Office de la Naissance et de l’Enfance (O.N.E.), conformément aux articles 7 à 9 du décret du 17 mai 1999 et aux articles 2 à 9 de l’arrêté du 20 septembre 2001. La Commission Communautaire Français COCOF dans le cadre de la cohésion sociale
L’association est membre :
•	de la Fédération Internationale des Petits Débrouillards (F.I.P.D.)
•	de l’asbl Bruxelles Accueil et Développement pour la Jeunesse et l’Enfance (B.A.D.J.E.)

#### Objectifs
L’association a pour objectifs :
- de favoriser l’éveil scientifique et la découverte technologique,
- de sensibiliser les enfants au respect de l’environnement,
- de stimuler l’intégration sociale,
- de promouvoir la participation citoyenne.

Ces objectifs s’inscrivent dans les principes communs à l’ensemble du réseau international des Petits Débrouillards, formalisés par une Charte commune adoptée à Brest en mai 2002.

#### Activités
Les actions du Club des Petits Débrouillards s’adressent à différents publics :
- Enfants : interventions dans les écoles, animations extrascolaires, stages pendant les congés scolaires;
- Grand public : participation à des événements tels que campagnes de sensibilisation, fêtes de quartier, festivals scientifiques, Printemps des sciences;
- Professionnels : formation d’animateurs, éducateurs et enseignants aux méthodes et techniques d’animation scientifique.

#### Dimension internationale
Le Club des Petits Débrouillards (Belgique) participe activement au développement du réseau mondial des Petits Débrouillards et à la diffusion de ses méthodes éducatives.

### France
En France, l’association des Petits Débrouillards fait partie du mouvement d’éducation populaire. Les associations sont organisées en réseau dont le but est de favoriser une appropriation sociale des sciences et techniques.
Les dix associations régionales[source insuffisante] des Petits Débrouillards sont présentes sur la majeure partie des régions. L'association de niveau national , était située sur le tiers-lieu « Les Grands Voisins » (ancien hôpital Saint-Vincent-de-Paul) entre 2015 et 2020.

Avant 1998.
1998 à 2007.
Depuis 2007.

Le premier logo des Petits Débrouillards français représentait deux enfants accrochés à un avion en papier qui traversait un ruban de Möbius.
À l'occasion de la publication de l'encyclopédie pratique des petits débrouillards chez Albin Michel, le logo de l'association a évolué représentant trois enfants dans une sorte de fenêtre en forme de rapporteur.
En 2007, devant une diversification des activités vers des publics de tous les âges, le logo évolue à nouveau.
Longtemps, en France, la mascotte des Petits Débrouillards a été la tortue Zigo.

### Maroc
Au Maroc, Les Petits Débrouillards existent depuis une vingtaine d'années et développent des activités sur le même principe que les autres Petits Débrouillards.
Ils sont membres de la Fédération Internationale des Petits Débrouillards et assurent la présidence depuis l'assemblée générale de juin 2010 tenue au Québec.

### La fédération internationale des Petits Débrouillards
Elle regroupe en son sein toutes les structures Petits Débrouillards du monde et se réunit en général à l'occasion des expo-sciences internationales.

## À propos de Fédération Internationale Des Petits Debrouillards[11].
Charte des Petits Débrouillards Faire découvrir la science en s’amusant, afin de créer une relation durable entre l’enfant et la culture scientifique. Cultiver le plaisir de comprendre, d’échanger, de s’exprimer et de débattre. Donner à l’enfant le goût de la démarche scientifique, faite de curiosité, de recherche de vérité, de liberté et d’initiative ; démarche qui se veut expérimentale, se référant au quotidien, invitant à prendre conscience de la portée et des limites de ses propres affirmations ; une démarche autorisant à tout remettre en question, faite de doute, d’ouverture et de générosité. Développer le sens du partage, de la solidarité et du respect de l’autre, en favorisant l’implication active dans la vie de la société et dans un esprit d’ouverture au monde. Tels sont les principes qui unissent les acteurs du réseau et qui reflètent la réalité des engagements et des actions éducatives du mouvement associatif des Petits Débrouillards. Charte adoptée par l’ensemble des associations Petits Débrouillards à Brest, en mai 2002. Président : Antonio Nunez Valderrama (Belgique) Secrétaire Général  : Mustapha Wafra (France) Président d'honneur :  Félix Maltais (Québec, Canada ) Président d'honneur : Mohamed Benabdennbi (Maroc) https://www.lesdebrouillards.com/ http://lespetitsdebrouillards.ma/ https://www.lespetitsdebrouillards.org/ http://www.lespetitsdebrouillards.be/ http://www.wikidebrouillard.org/w/index.php/Accueil